# Toán học Hy Lạp

Hình mình họa cho chứng minh của Euclid về định lý Pythagoras.

Toán học Hy Lạp là nền toán học được viết bằng tiếng Hy Lạp, phát triển từ thế kỷ 7 TCN đến thế kỷ 4 xoay quanh Đông Địa Trung Hải. Các nhà toán học Hy Lạp sống ở các thành phố mở rộng ở Đông Địa Trung Hải từ Ý đến Bắc Phi nhưng được thống nhất bằng văn hóa và ngôn ngữ . Toán học Hy Lạp không chỉ bó hẹp trong thời kỳ Hy Lạp cổ đại mà còn phát triển trong thời của Alexander Đại đế, từ thời kỳ đó trở đi nền toán học Hy Lạp được gọi là nền toán học Hy Lạp hóa. Bản thân từ toán học cũng xuất phát tiếng Hy Lạp: μάθημα (máthēma, có nghĩa là "lĩnh vực của sự chỉ dẫn".  Nghiên cứu toán học cho chính bản thân nó và cho cho những lý thuyết và bằng chứng toán học được tổng quát là chìa khóa thể hiện sự khác biệt giữa nền toán học Hy Lạp và nền toán học trước đó.

## Thời kỳ cổ điển

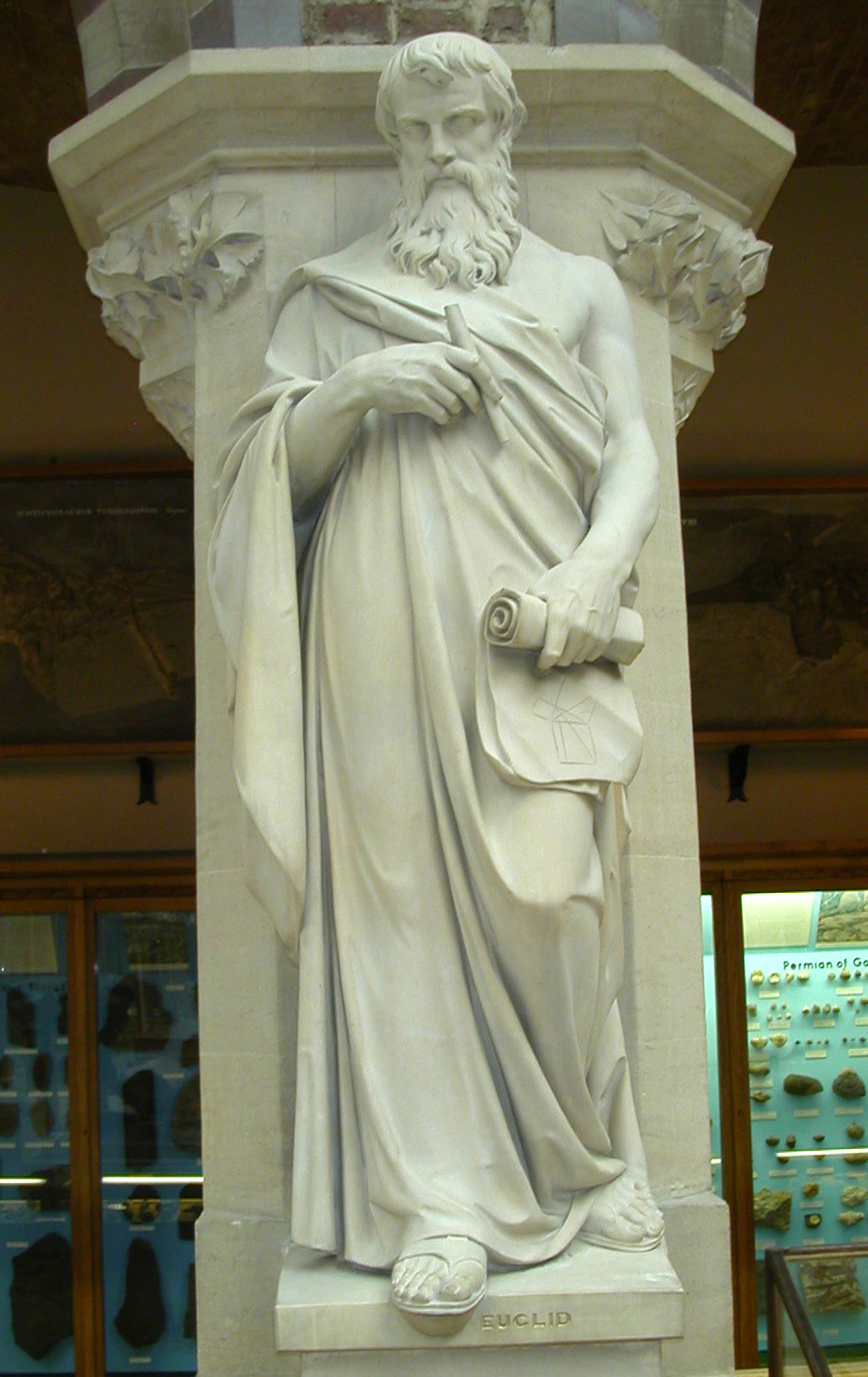
Tượng của Euclid tại Bảo tàng Đại học Oxford về Lịch sử Tự nhiên

## Thời kỳ Hy Lạp hóa và La Mã

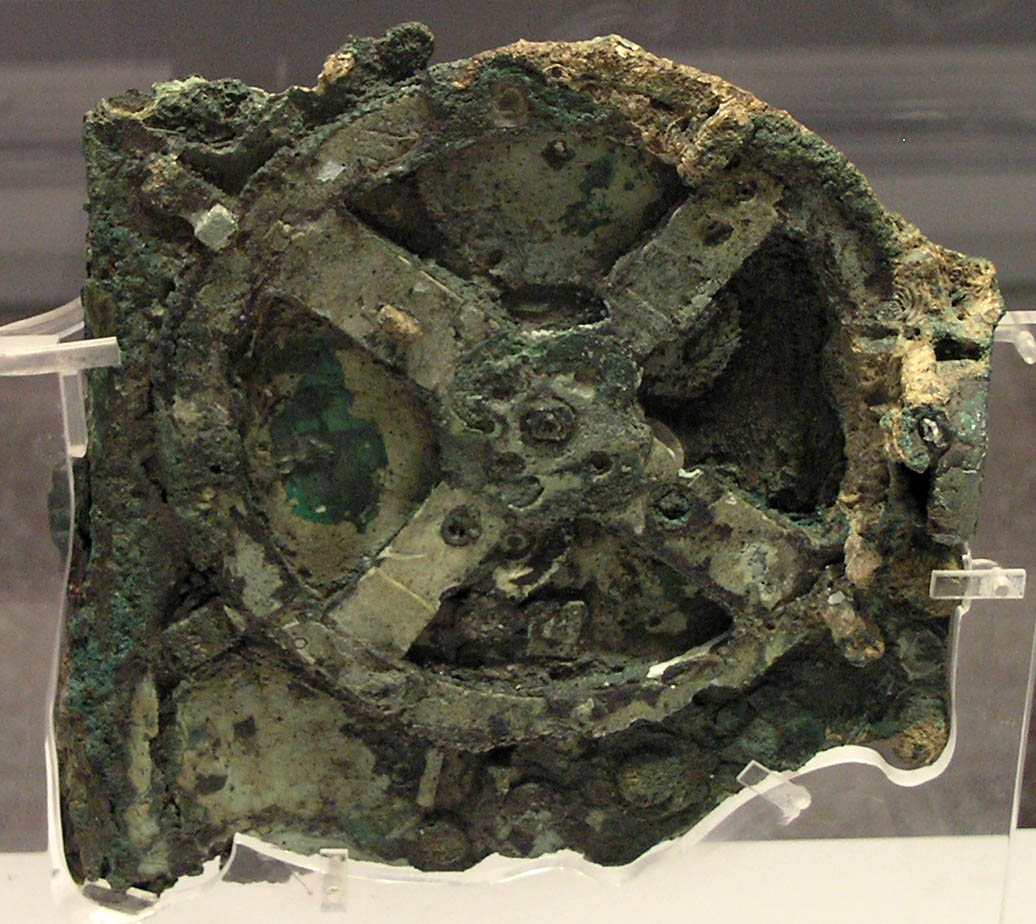
Máy Antikythera, một chiếc máy tính toán cơ khí cổ đại.